# Lipegfilgrastim
Lipegfilgrastim (Handelsname Lonquex; Hersteller Merckle Biotec/Teva Pharmaceutical Industries) ist ein rekombinanter, PEGylierter humaner Granulozyten-Kolonie stimulierender Faktor (G-CSF), der die Bildung von Leukozyten stimuliert. Lipegfilgrastim ist eine Form von Filgrastim mit verlängerter Verweildauer, die auf einer verminderten Ausscheidung durch die Niere beruht.

## Klinische Angaben

### Anwendungsgebiete (Indikationen)
Lipegfilgrastim wird nach einer Chemotherapie eingesetzt, um die Dauer einer Neutropenie zu verkürzen und das Auftreten einer febrilen Neutropenie (niedrige Anzahl von weißen Blutkörperchen mit Fieber) zu vermindern.

### Art und Dauer der Anwendung
Das Arzneimittel wird als einmalige subkutane Injektion mit einer Fertigspritze verabreicht. 

### Unerwünschte Wirkungen (Nebenwirkungen)
Die häufigsten Nebenwirkungen sind vorübergehende Schmerzen des Muskel- und Skelettsystems, (s. a.  NW von G-CSF).

## Pharmakologische Eigenschaften

### Wirkungsmechanismus (Pharmakodynamik)
Lipegfilgrastim bindet wie Filgrastim an den G-CSF-Rezeptor. Dadurch wird ein Anstieg der Anzahl neutrophiler Granulozyten im Blut bewirkt.

### Aufnahme und Verteilung im Körper (Pharmakokinetik)
Die mittlere Halbwertszeit liegt in einem Bereich von etwa 32 bis 62 Stunden.

## Sonstige Informationen

### Chemische und pharmazeutische Informationen
Lipegfilgrastim ist ein kovalentes Konjugat von Filgrastim mit einem einzelnen Methoxypolyethylenglycol(PEG)-Molekül über einen Kohlenhydrat-Linker, der aus Glycin, N-Acetylneuraminsäure und N-Acetylgalactosamin besteht.

## Handelsnamen
Lonquex (EU)